# Dynamena quadridentata
Dynamena quadridentata är en nässeldjursart som först beskrevs av Ellis och Daniel Solander 1786.  Dynamena quadridentata ingår i släktet Dynamena och familjen Sertulariidae. Inga underarter finns listade i Catalogue of Life.